# Tourisme urbain
 (août 2009).
- Si vous ne connaissez pas le sujet, laissez ce bandeau (vous pouvez alors contacter les auteurs).
- Si vous supprimez le contenu mis en cause (vous pouvez préalablement contacter les auteurs),

argumentez précisément cette suppression dans la page de discussion
(un manque de référence n'est pas un argument ; une recherche réelle de référence doit avoir été effectuée, être formellement documentée).

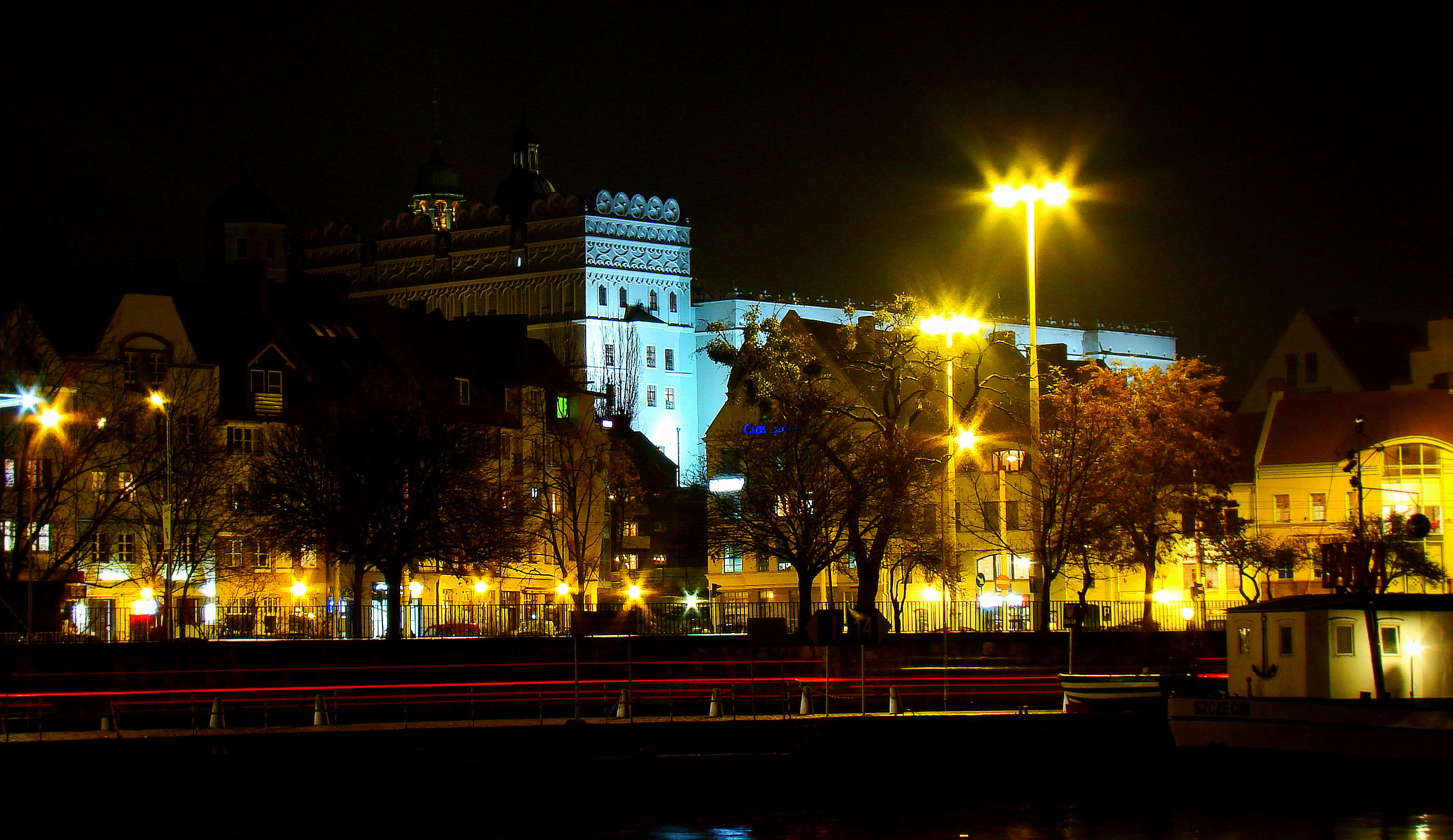
Vue nocturne de la zone autour du château des ducs de Poméranie à Szczecin, Pologne

Le tourisme urbain est une spécification du tourisme exercée dans les aires urbaines ou dans les villes.  

## Le débat conceptuel
Depuis le début des années 1990, la réflexion sur le tourisme, ses fondements et ses concepts n’a pas cessé d’évoluer. Néanmoins, le concept du tourisme, et malgré les recommandations de définition de l’Organisation mondiale du tourisme, reste toujours marqué par un flou qui ne fait qu’accentuer les imprécisions de la discipline touristique. Et pour cause, la faible reconnaissance scientifique du tourisme due à la lenteur d’avancement théorique et conceptuel (Kadri, 2008) contribue à la dépendance du tourisme vis-à-vis des autres disciplines. Cette situation se reflète aussi au niveau des perspectives d’étude du phénomène touristique. Dans ce sens, Jean Michel Hoerner (2002) résume la littérature qui traite du phénomène touristique selon deux approches : 
1. l’approche géographique qui admet que le tourisme traite essentiellement des lieux ;
2. l’approche économique : au regard de l’importance croissante du tourisme dans la structure économique des pays et des villes, les tenants de cette approche voient le tourisme à travers les flux économiques mobilisés par cette activité, d’où entre autres l’appellation d’industrie touristique.

D’autres chercheurs comme Boyer (2002) complètent le résumé de littérature en y ajoutant de nouvelles approches, qu’il qualifie de  paradigmes :
- le paradigme mercatique qui met l’accent sur le marché et apporte des réponses censées éclairer les préférences des clients selon plusieurs critères ;
- le paradigme nominaliste adopté par ceux qui détiennent le pouvoir (autorités, experts…etc.) et qui énoncent la réalité du tourisme exprimée par des données ; les tenants de ce paradigme ont le double mérite de fournir des données et de tenter d’harmoniser et de codifier les lois et les règlements du tourisme à l’échelle aussi bien locale qu’internationale ;
- le paradigme culturaliste est l’approche qui permet de mieux situer le tourisme dans la société, dans l’histoire et dans la culture.

En sus des approches présentées par les deux auteurs (Boyer et Hoerner), nous remarquons une sorte de glissement de la réflexion  vers l’étude des impacts du tourisme sur les populations hôtes. Il s’agit en effet d’une association de plusieurs approches qui tentent à la fois de définir et d’évaluer les répercussions de la visite des touristes dans les territoires conquis par le tourisme de masse. Ce courant a permis de donner naissance à de nouveaux concepts tels que le tourisme durable, l’écotourisme, le géotourisme…etc.
Le tourisme urbain quant à lui faisait figure à la fin des années 1980, d’un concept à la mode dans de nombreux milieux, mais paradoxalement le développement de la recherche sur ce sujet a pris un retard considérable, marqué par un désintérêt des chercheurs pour ce phénomène. Entre-temps, la pratique touristique a pris des proportions considérables et le tourisme urbain s’impose aujourd’hui comme un enjeu économique important qui joue un rôle croissant dans les politiques de développement locales (Cazes et Potier, 1996 : 8).
Sur le plan scientifique, le tourisme urbain a suscité l’intérêt de plusieurs chercheurs eu égard de l’évolution exponentielle des flux touristiques en destination des espaces urbains. Dans ce sens, les premiers écrits sur ce sujet portaient essentiellement sur les villes européennes au vu de l’héritage patrimonial et historique que recèlent les agglomérations du vieux continent (Pearce, 1987, cité dans Page 1995). Toutefois, la crise des villes industrielles américaines (Gladstone, 1998) a fait en sorte que le débat se déplace de l’autre côté de l’atlantique où le tourisme était perçu comme un facteur de régénération des villes en question.
À l’instar du concept du tourisme, le tourisme urbain a été étudié selon plusieurs perspectives. Toutefois, nous remarquons que l’approche économico-spatiale a été la plus dominante. En effet, selon Page (1995) les touristes sont attirés par la ville au regard de la concentration géographique des attractions et des facilités offertes sur le territoire urbain. Low (1993) va dans le même sens en proposant une matrice d’analyse des espaces métropolitains en fonction des composantes géographiques telles que l’existence de plages, d’espaces verts et des sites historiques. À la différence des villes, et pour reprendre les termes de l’auteur, les caractéristiques environnementales des métropoles marquées par un gigantisme et une splendeur, attirent davantage la concentration de l’activité touristique.
Tenant compte du poids du tourisme urbain dans la structure économique des villes, plusieurs auteurs (Pearce, 1987; Asworth, 1992 cités dans Pages 1995, low, 1993, Cazes, 1996, Pages 1995 et 2002)  ont tenté d’analyser cette performance. Dans ce sens, Pages (1995, 2002) et Cazes (1996) ont analysé le phénomène selon une approche économique de marché en étudiant les conditions de l’offre et de la demande, calculée dans le cas de Page à travers l’évaluation des flux. D’autres théoriciens comme Den Berg et al (1996) ont examiné le phénomène selon une perspective de gestion en comparant la structure de l’offre touristique à travers huit villes européennes.